# Karavan-saraj Sangi-Muhamedabad
Karavan-saraj Sangi-Muhamedabad (perz. کاروانسرای سنگی محمدآباد, dosl. kameni karavan-saraj kod Muhamedabada) nalazi se na sjeveru Komske pokrajine u Iranu, uz povijesni put između Raja i Isfahana odnosno uz suvremenu cestu između Garmsara i Koma, oko 35 km sjeveroistočno potonjeg grada. Građevina se datira u seldžučko razdoblje (11. − 12. st.), no susjedna sasanidska tvrđava Kale-je Geli udaljena svega 50 m prema sjeveru kao i susjedna stanica Dair-e Gačin svjedoče da je lokacija imala stratešku važnost još u starom vijeku. Karavan-saraj je tlocrtnih dimenzija 80 x 80 m što ga čini jednim od najvećih u Iranu. Nosivi zidovi građeni su prvenstveno od kamenih blokova, dok su lukovi, svodovi i ajvani građeni od opeke. Unutrašnji prostor karakterizira tipičan raspored s četiri ajvana uz osi, a ulaz je smješten na jugoistočnoj strani. Građevina je opasana s četiri kružne kule na uglovima odnosno tri polukružne kule na sporednim pročeljima. Uz sjeverni ugao izgrađena je kvadratična struktura koja visinom od 16 m odstupa od ostatka kompleksa. U dvorištu se nalaze ostaci kanata kojima je voda dopremana s obližnjih zapadnih brda odnosno doline rijeke Kom. Karavan-saraj Sangi-Muhamedabad u listopadu 1998. godine uvršten je na popis iranske kulturne baštine.

## Galerija
- Ulazni portal (iznutra)
- Dvorište
- Urušeni luk
- Lukovi
- Ostaci kanata

## Poveznice
- Karavan-saraj
- Kale-je Geli Muhamedabad